# قرية التراث الثقافية (فلم)
قرية التراث الثقافية هو فيلم وثائقي إماراتي من إنتاج شركة ليالينا للإنتاج السينمائي، وإخراج حاتم صلاح الدين. يتناول الفيلم قرية التراث الثقافية في مدينة العين، ويسلط الضوء على أهميتها كمعلم تراثي بارز في دولة الإمارات العربية المتحدة.
---

## عن قرية التراث الثقافية
تُعد قرية التراث الثقافية في العين مبادرة رائدة تهدف إلى الحفاظ على التراث الأصيل لدولة الإمارات العربية المتحدة وعرضه للأجيال الجديدة والزوار. تأسست القرية بتوجيهات من المغفور له الشيخ زايد بن سلطان آل نهيان، مؤسس دولة الإمارات، بهدف الحفاظ على العادات والتقاليد والقيم الإماراتية الأصيلة، وجعلها وجهة سياحية وثقافية تعكس عبق الماضي. وقد أسسها الشاعر خلفان بن نعمان الكعبي.
استغرقت عملية بناء القرية **سنتين ونصف**، وتم افتتاحها رسميًا في **8 فبراير من عام 2011**، لتكون بذلك أكبر وأميز قرية تراثية في الدولة. افتتح القرية الشيخ هزاع بن طحنون آل نهيان، وكيل ديوان ممثل الحاكم في المنطقة الشرقية، نيابة عن الشيخ طحنون بن محمد آل نهيان، وذلك في منطقة ختَم الشكلة بالعين.
وقد أصبحت القرية معلمًا ومزارًا مهمًا، حيث استضافت العديد من الفعاليات التراثية والثقافية البارزة، بما في ذلك الأمسيات الشعرية، والأوبريتات الموسيقية التراثية، وعروض الفرق الفنية الشعبية، والألعاب التراثية، والبرامج الموجهة للأطفال.
---

## طاقم العمل
- إخراج: حاتم صلاح الدين
- إنتاج: خلفان بن نعمان الكعبي، ليالينا للانتاج السينمائي، حاتم صلاح الدين[1]
- إشراف عام: علا عابد
- إعداد: زيد سويد
- مدير تصوير: احمد العمدة
- مونتاج: حاتم صلاح الدين
- تقديم وفويس أوفر: اسماء بن ناموس

---

## روابط خارجية
- قالب:وصلة آي إم دي بي
- "من الذاكرة قرية التراث الثقافية لمؤسسها الشاعر خلفان بن نعمان" على يوتيوب

---